# Félix Braise
Félix Braise, né le 9 avril 1893 à Taninges, en Haute-Savoie, et mort le 12 mars 1942 dans cette même ville, est un notable et homme politique.

## Biographie
Issu d'une vieille famille savoyarde, notaire de profession, il devient conseiller général puis vice-président du conseil général de la Haute-Savoie, poste auquel il sera par la suite reconduit sans interruption jusqu'à son décès.
Il est ensuite élu député de la Haute-Savoie sous l'étiquette conservatrice de la Fédération républicaine en 1928, à l'âge de 35 ans (circonscription de Bonneville). Il est réélu au premier tour de scrutin en 1932 mais choisit de se présenter au Sénat en 1936. Comme de nombreux parlementaires issus de la Fédération républicaine, il s'en éloigne à ce moment en raison du net virage à droite de ce parti et se rapproche alors de l'Alliance démocratique, plus libérale et modérée.
Le 10 juillet 1940, il vote en faveur de la Remise des pleins pouvoirs au Maréchal Pétain. Il meurt d'une crise cardiaque en 1942.

## Sources
- « Félix Braise », dans le Dictionnaire des parlementaires français (1889-1940), sous la direction de Jean Jolly, PUF, 1960 [détail de l’édition]